# 권영구
권영구(1971년 8월 20일 ~)는 OB 베어스의 전 야구 선수다. 청원고등학교를 졸업했다.

## 같이 보기
- 1990년 OB 베어스 시즌